# Sanitas no Japão

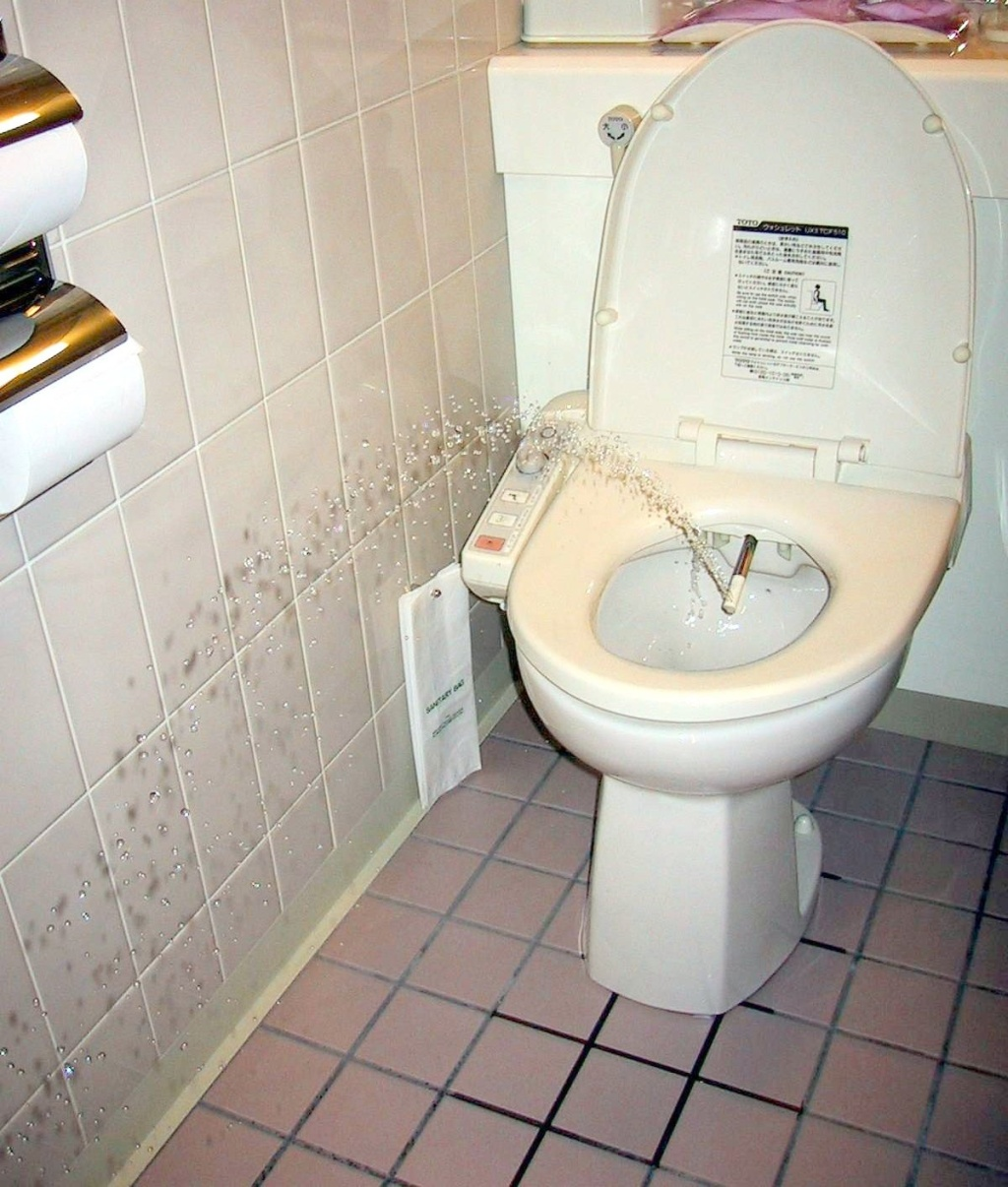
Sanita-bidé com um jacto de água próprio para lavar o ânus do utilizador.

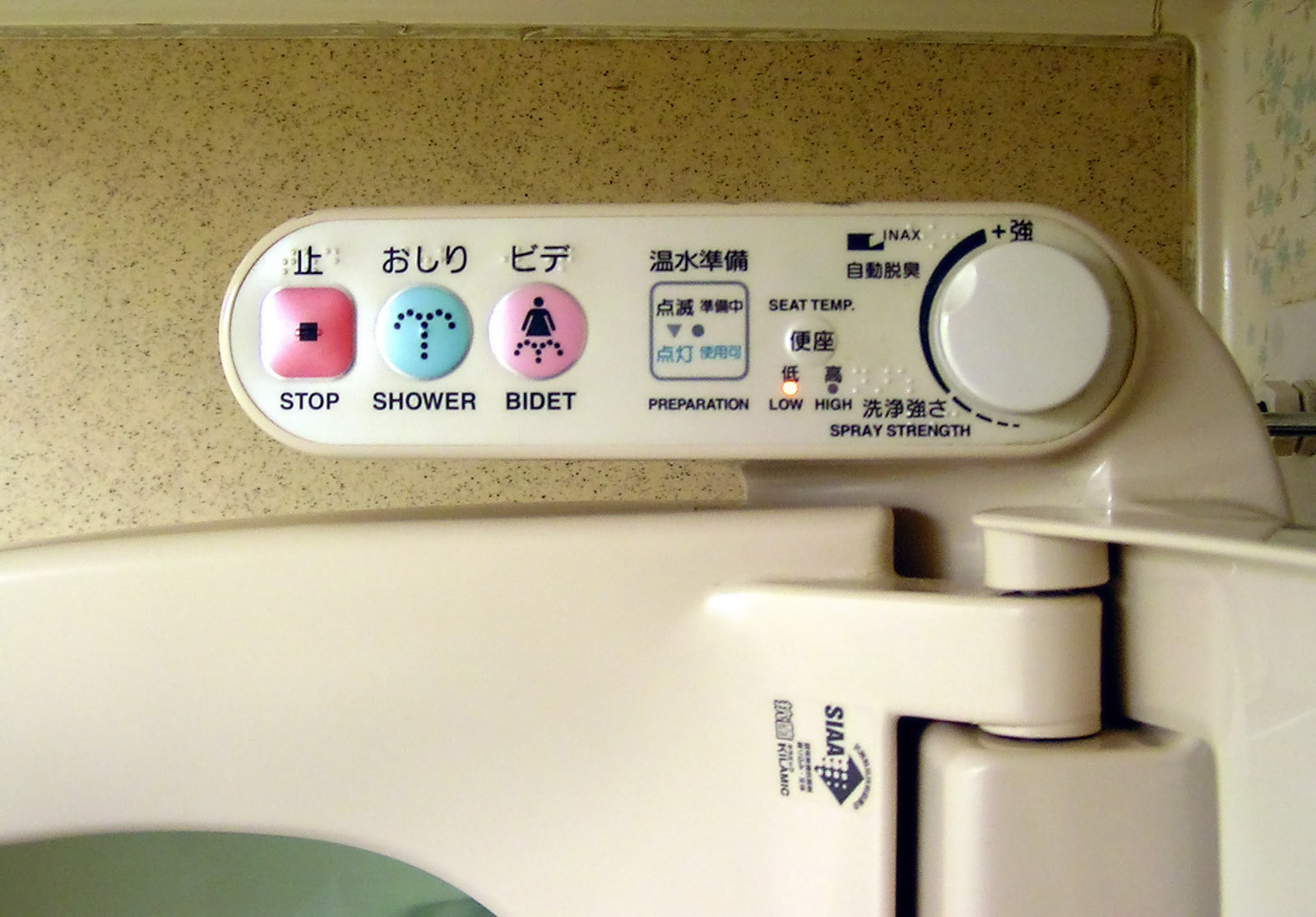
Comandos de uma sanita moderna no Japão.

Pode-se encontrar no Japão dois tipos de sanitas (português europeu) ou vasos sanitários (português brasileiro). O tipo mais antigo é a simples sanita de agachar, actualmente ainda em uso. Após a Segunda Guerra Mundial as modernas sanitas ocidentais com autoclismo e urinóis tornaram-se comuns. A grande inovação das casas de banho de estilo Ocidental no Japão são os bidés que, de acordo com estatísticas relativas ao ano de 2004, estão instalados em mais de metade das habitações japonesas. No Japão os bidés são vulgarmente chamados washlets (ウォシュレット, Woshuretto), nome patenteado pela marca Toto Ltd. e que inclui algumas funções, dependendo do modelo. Esses bidés foram concebidos para levantarem o tampo quando um utilizador se aproxima, lavam o ânus e/ou a vulva do utilizador (incluindo funções pulsantes e de massagem) e secam depois com ar morno, descarregam automaticamente e fecham o tampo quando termina a utilização.